# Světový pohár v biatlonu 2008/2009 – Hochfilzen
2. podnik Světového poháru v biatlonu v sezóně 2008/09 probíhal od 12. do 14. prosince 2008 v rakouském Hochfilzenu. Na programu podniku byly závody ve sprintech, stíhací závody a závody ženských i mužských štafet.

## Hochfilzen

### Muži
| Disciplína:      | Zlato:                                                           | čas                          | Stříbro:                                                                          | čas                          | Bronz:                                                                      | čas                          |
| 10 km Sprint     | Emil Hegle Svendsen                                              | 26:08.1 (0+0)                | Ivan Čerezov                                                                      | 26:34.4 (0+1)                | Alexander Os                                                                | 26:41.0 (1+0)                |
| 12.5 km Stíhačka | Emil Hegle Svendsen                                              | 35:46.3 (1+0+1+1)            | Ole Einar Bjoerndalen                                                             | 35:55.7 (0+0+2+0)            | Tomasz Sikora                                                               | 35:58.4(1+0+0+2)             |
| 4 x 7.5 km       | Rusko Ivan Čerezov Maxim Tchoudov Maxim Maksimov Nikolay Kruglov | 1:24:22.97 (0+0) (0+1) (0+0) | Rakousko Daniel Mesotitsch Friedrich Pinter Dominik Landertinger Christoph Sumann | 1:26:11.08 (0+0) (0+2) (0+0) | Ukrajina Vyacheslav Derkach Andriy Deryzemlya Oleg Berezhnoy Serguei Sednev | 1:27:01.50 (2+0) (0+1) (0+0) |

### Ženy
| Disciplína:    | Zlato:                                                                        | čas                | Stříbro:                                                                                    | čas                          | Bronz:                                                                           | čas                |
| 7.5 km Sprint  | Simone Hauswald                                                               | 23:04.3 (0+0)      | Světlana Slepcovová                                                                         | 23:18.4 (0+2)                | Andrea Henkelová                                                                 | 23:22.6 (0+1)      |
| 10 km Stíhačka | Martina Beck                                                                  | 33:41.28 (0+0+1+0) | Světlana Slepcovová                                                                         | 33:59.56 (1+0+1+2)           | Simone Hauswald                                                                  | 34:00.40 (0+1+2+2) |
| 4 x 6 km       | Rusko Světlana Slepcovová Olga Medvedtseva Ekaterina Iourieva Albina Akhatova | 1:10:49.58 (0+0)   | Norsko Solveig Rogstadová Julie Bonnevie-Svendsenová Ann Kristin Flatlandová Tora Bergerová | 1:12:44.35 (0+0) (0+1) (0+0) | Francie Marie-Laure Brunetová Sylvie Becaert Julie Carraz-Collin Sandrine Bailly | 1:12:46.41 (0+0)   |